# Afro-Eurasie
L’Afro-Eurasie est le supercontinent le plus grand de la Terre, composé de l’Eurasie et de l’Afrique. Elle est aussi appelée Eurafrasie, Afrasie ou Eufrasie. Toutes les terres la formant sont en effet reliées par des terres émergées ou par des plateformes continentales. Elle coïncide avec, ou est plus couramment appelée, l’Ancien Monde et également avec la subdivision biogéographique des paléotropiques, les néotropiques étant aux Amériques.

## Généralités
L'Afro-Eurasie,,,, aussi appelée Afrasie, Eurafrasie ou Eufrasie,, est le terme utilisé pour décrire l'Eurasie et l'Afrique comme un seul continent, voire un supercontinent. Elle regroupe la majorité des terres émergées de la planète, 55 % du total. Avec 5,7 milliards d’habitants, elle concentre environ 83 % de la population mondiale. L’Afro-Eurasie est le plus grand territoire du globe (84 millions de km2) — comparativement aux Amériques (42 millions de km2), à l’Océanie (9 millions de km2) et à l’Antarctique (14 millions de km2).
Comme tous les regroupements continentaux, les limites de l’Afro-Eurasie sont parfaitement arbitraires, même s’il est possible de trouver des arguments en sa faveur à l’examen d’une carte du monde.
Cependant, au sens strictement géographique, l'Afrique est séparée de l'Eurasie depuis la fin de la construction du canal de Suez en 1869, ce qui en fait un continent indépendant. La chaîne de l'Oural est aussi proposée comme limite naturelle entre l'Europe et l'Asie, même s'il s'agit d'une convention désuète désormais[réf. nécessaire]. Sur le plan historique et culturel, la frontière entre Europe et Asie peut s'étendre jusqu'au lac Baïkal. De même, il est possible de séparer l'Afrique subsaharienne du reste du supercontinent pour les mêmes raisons.
La partie continentale de l'Afro-Eurasie a été décrite en tant qu'« île mondiale », terme inventé par Halford John Mackinder dans The Geographical Pivot of History (Le Pivot géographique de l'histoire). Le terme exclut les îles et les archipels non continentaux.
L'Ancien Monde regroupe l'Afrique, l'Asie, l'Europe et leurs îles environnantes séparées des masses continentales, telles que Madagascar, l'archipel japonais ou encore les îles Britanniques, connus avant la découverte du Nouveau Monde.

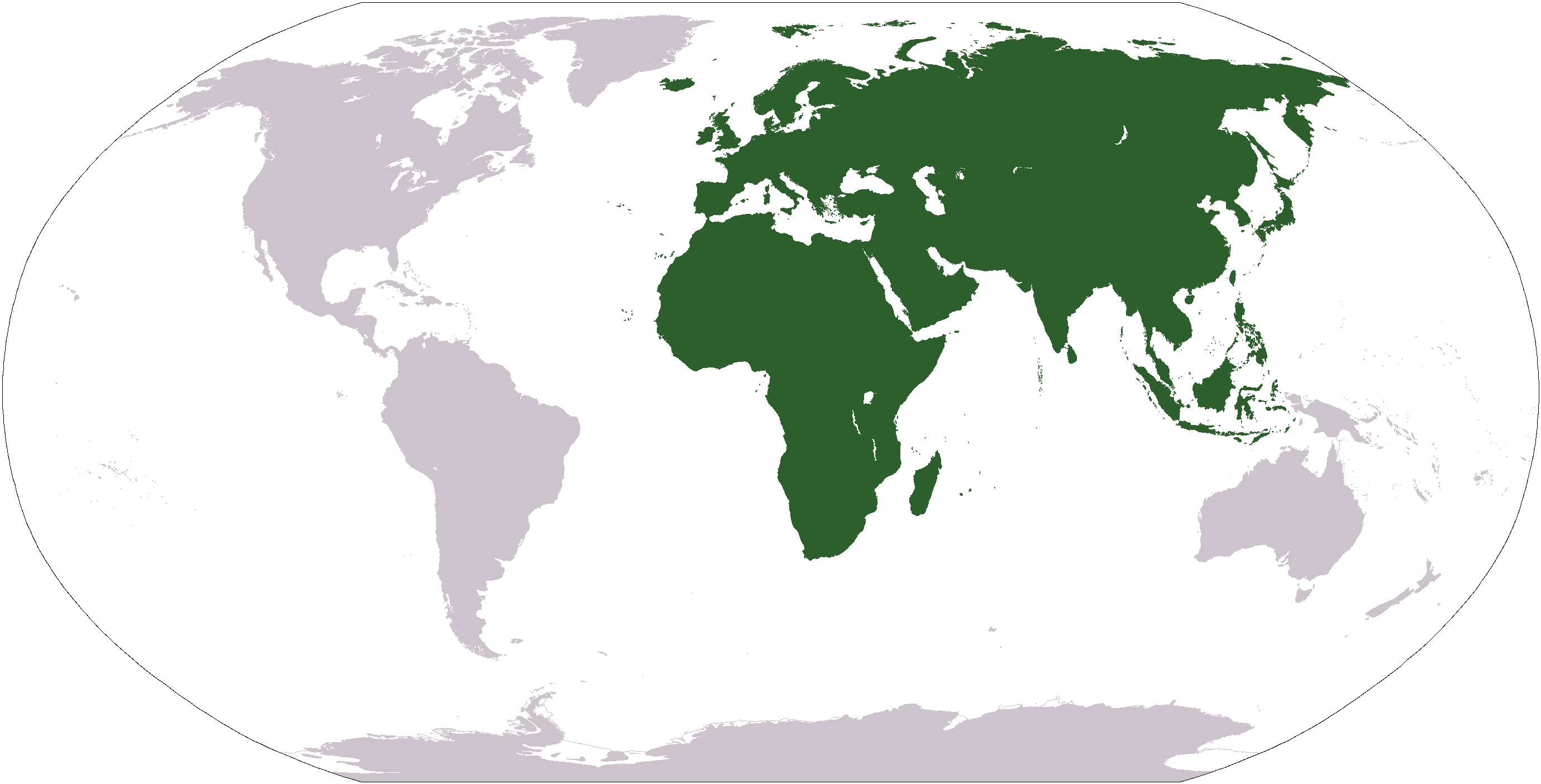
Afro-Eurasie et ses îles associées.

| - Eurasie - Asie - Asie centrale - Asie de l'Est - Asie de l'Ouest - Asie du Nord - Asie du Sud - Asie du Sud-Est | - Eurasie (suite) - Europe - Europe centrale - Europe de l'Est - Europe de l'Ouest - Europe du Nord - Europe du Sud | - Afrique - Afrique australe - Afrique centrale - Afrique de l'Est - Corne de l'Afrique - Afrique du Nord - Afrique de l'Ouest |

## Future évolution géologique
Selon les géologues, l'Afrique devrait entrer à terme en collision avec l'Europe avec une estimation d’occurrence dans plus de 600 000 ans, lorsque la pointe nord du Maroc atteindra l'Europe. La mer Méditerranée sera alors isolée de l'océan Atlantique. L'Afrique devrait entrer en collision avec la totalité de l'Europe dans environ 50 millions d'années, fermant la Méditerranée, et créant de nouvelles chaînes de montagnes qui complèteront les Alpes.